# アキレス腱断裂
アキレス腱断裂（アキレスけんだんれつ、英：rupture of Achilles tendon、独：Ruptur der Achillessehne）は、腓腹筋の自動収縮、介達外力、直達外力、過伸展などにより、踵骨後上部に付着して下腿三頭筋の末梢部を形成するアキレス腱が断裂した状態である。腱断裂の結果として跛行音（びっこを引く）が発生し、歩くことが難しくなる。
診断は一般的に、主訴と検査によってなされ、医用イメージングにて支援される。
予防法の一つは、運動前のストレッチである。治療は手術か、ギブス固定である。
強い負荷がかかった後も、４週間以内と、比較的早く復帰可能である。再断裂リスクは、ギブス処置の場合25%ほどである。損傷から4週間以内に適切な治療を受けないと、予後はよくはない。
アキレス腱断裂は、年間10,000人あたり約1人で起こっている。男性のほうが女性よりも多く発症している。30代から50代の人々が最もよく発症する。

## 症状
主症状は、突然のかかとの鋭い痛みの後に発生する。腱断裂の結果として跛行音（びっこを引く）が発生し、歩くことが難しくなる
。

## 原因

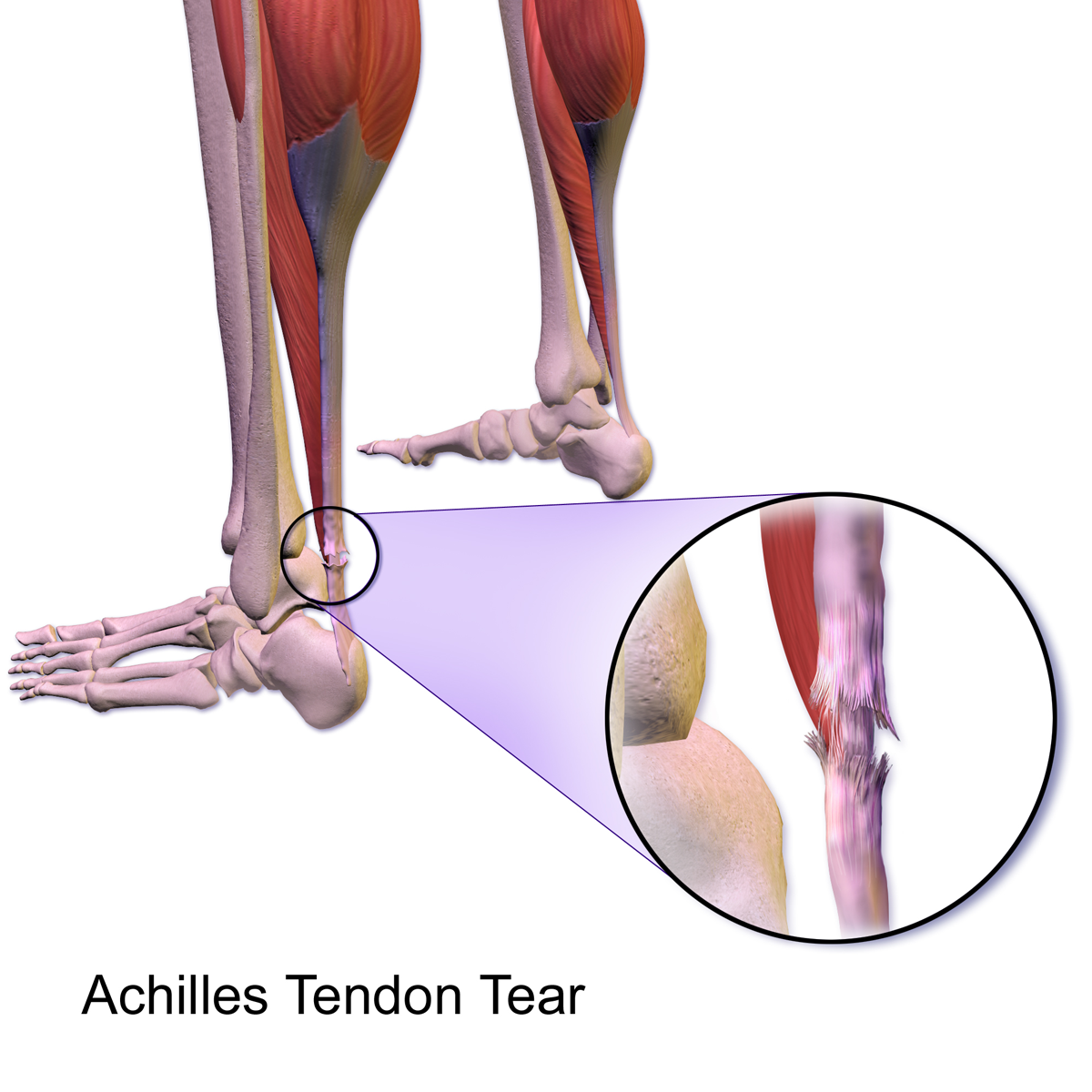
アキレス腱断裂

下腿三頭筋に強い張力が発生している時、跳躍運動などのために急激に足関節の背屈を強制されることによって断裂することが多い。断裂は多くの場合、踵骨付着部より3 - 4cmの部分に起こるが、筋腱移行部に起こることもある。完全断裂の場合と部分断裂の場合とがある。
断裂すると歩行障害が発生するが、足底筋や腱膜、足指屈筋などに底屈力が存在するため、完全に歩行不可能な状態にはならない。

### スポーツ
バレーボールや剣道など爪先に瞬間的な力がかかる競技で起きやすい。特に剣道では常にすり足で移動し、打突時に急加速するという競技特性のため、他競技よりアキレス腱断裂が多いという報告がある。特に後ろ足となる左アキレス腱を打突時に断裂する事例が多い。稽古前のストレッチだけでは予防が難しいため対策としてアキレス腱用サポーターを使用する他、野間道場のように床下にスプリングを入れる道場もある。

### 薬物の副作用
一般的な発生機転の他に、フルオロキノロン系抗菌薬の副作用でアキレス腱断裂が生じることもあり、また長期にアキレス腱周囲炎を経験した症例で断裂が発生したとの報告もある。

## 診断
診断には、アキレス腱断裂テスト（Squeeze test, Thompson test, Simmonds' test）を行う。これは下腿三頭筋の筋腹（腓腹筋部）を把握するもので、正常な状態では足関節が足底へ向く底屈が認められるが、この足関節底屈が起こらず、可動性が認められなければ陽性である。

## 治療

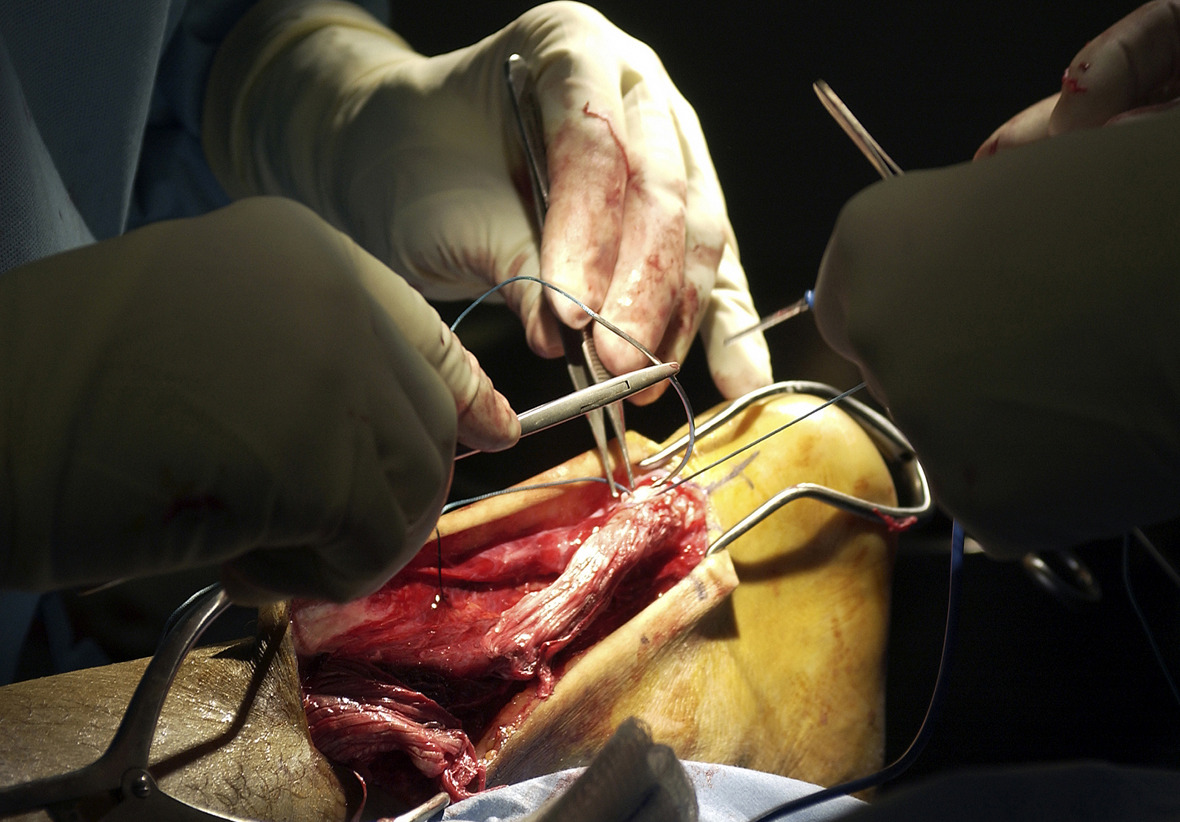
野戦病院におけるアキレス腱縫合術

治療の選択には、外科的および非外科的アプローチが存在する。 手術では、将来の破裂のリスクが低くなる一方で、非外科的アプローチに比べて短期合併症の割合が高い。
完全断裂では腱縫合術による治療が主流であるが、部分断裂などの場合にギプス固定による保存的治療が行われることもある。
外科的治療と非外科的治療ではどちらがメリットが高いかは、議論の的となっている。研究者たちは、どちらが好ましいかについては慎重である。早期の可動域リハビリテーションが利用できない治療施設においては、再破裂率を下げるために外科的修復が好ましいとされる。

### 手術
腱縫合術は断裂した腱の断端を外科的手術で寄せる方法で、癒合過程で発生する周囲組織との癒着を防止し、縫合材料を腱表面に露出させないために、代表的なBunnell法の他に、Kessler法、津下法などの方法がある。軟鋼線を用いる場合は癒合後の抜去を考慮し、pull-out wire法が用いられる。